# John Frederic Daniell
Pour les articles homonymes, voir John Daniell et Daniell.
John Frederic Daniell (12 mars 1790-13 mars 1845) est un chimiste et physicien britannique.

## Biographie
Daniell naît à Londres en 1790. En 1831, il devient le premier professeur de chimie du King's College de Londres qui vient d'être créé.
Il invente un hygromètre à condensation l'hygromètre Daniell (Quar. Journ. Sci., 1820) ainsi qu'un pyromètre enregistreur (Philosophical Transactions, 1830). En 1830 il construit un baromètre à eau dans le hall de la Royal Society qu'il utilise pour faire de nombreuses observations (Phil. Trans 1832). Une méthode de production de gaz d'éclairage à partir d'essence de térébenthine et de résine est utilisée pendant quelque temps à New York.
C'est pour l'invention de la pile Daniell, un nouveau type de pile électrique (Phil. Tran., 1836) que l'on se souvient de lui le plus fréquemment de nos jours.
Ses publications comptent également Meteorological Essays en 1823, un Essay on Artificial Climate considered in its Applications to Horticulture (1824) qui montre la nécessité d'une atmosphère humide dans les serres utilisées pour les plantes tropicales et une Introduction to the Study of Chemical Philosophy en 1839.
Il meurt soudainement d'une crise d'apoplexie à Londres durant une réunion du conseil de la Royal Society en 1845.
Daniell reçoit la médaille Rumford en 1832, la médaille Copley en 1837 et la médaille Royale en 1842. Un cratère sur la Lune porte son nom.